# Exposición virtual
Una galería virtual  es la que se ha creado empleando un soporte gráfico e informático para mostrar las obras expuestas en un medio como internet. Al realizar el diseño de la misma con las obras a escala real, permite que el visitante tenga una experiencia más cercana a la realidad de las obras de arte expuestas, frente a la contemplación de las piezas sin más.
La exposición  acerca la cultura y, en especial, el arte a todo el mundo a través de los contenidos liberados en el ciberespacio, empleando representaciones con diferentes formatos gracias a las nuevas tecnologías de la información favorecidas por la conectividad global que proporciona internet, manteniéndose en un presente continuo inmersos en el ciberespacio.
Según Derrick de Kerckhove, el lenguaje digital surge como la tercera etapa de la comunicación perteneciente a la cibercultura que nos permite crear una sociedad interconectada con un gran impacto en la industria cultural y artística.
Las exposiciones virtuales permiten dar un “Paseo por el Arte” empleando el ordenador o teléfono móvil, y hacer una valoración más completa y objetiva de las obras mostradas, sin tener que acudir a espacios físicos y pudiendo acceder desde cualquier zona del planeta que disponga de conexión a internet.
Los objetos artísticos pueden mostrarse simplemente digitalizados, en forma de fotografía de un objeto de dos dimensiones (pintura artística, grabado, etc.) o de tres dimensiones (escultura, etc).
También con formatos informáticos más complejos puede crearse una exposición virtual, como la de los Museos virtuales que permiten acceder a la contemplación de los productos artísticos a todos los internautas de una forma más interactiva: así, podemos distinguir las Salas y Museos que ofrecen panorámicas con visión completa de 360º y aquellas que han sido creadas con un software de modelado 3D (este permite una experiencia interactiva mayor que el anterior aunque con pérdida de la calidad de imagen).
Google Cultural Institute ha creado varios proyectos para mostrar en línea obras de arte mediante diferentes tipos de exposiciones virtuales con la finalidad de preservar el patrimonio artístico y cultural, propiciando la máxima accesibilidad a las diferentes colecciones artísticas exhibidas. Su proyecto denominado Google Art Project permite a los usuarios
realizar un recorrido virtual por las galerías y museos de arte asociados que
alberga la plataforma.

## Evolución de las exposiciones artísticas
En el año 1998, la crítico de arte y docente en la Universidad Autónoma de Madrid, [[]], escribía en su libro Guía del arte hoy que cada vez eran más frecuentes las exposiciones artísticas en la web, pero únicamente como mera información en la que se mostraban los dossieres una vez terminada cada exposición, para mantener su utilidad tras las mismas. Era la época de las numerosísimas exposiciones en espacios físicos (Galerías, Museos, Centros Culturales, etc.), bien se tratara de exposiciones temporales o exposiciones permanentes de las obras de arte.
Pero ya a finales del pasado siglo, Rocío de La Villa hablaba del aumento de exposiciones en la red realizadas por galerías y casas de subastas con fines comerciales. Sin embargo, escribió "... a pesar de la importancia de este nuevo medio de comunicación, es harto improbable que se llegue a tirar por la borda un sistema de institucionalización y mercado del arte tan sofisticado, útil y potente como el actual". 
Sin embargo, en el año 2007, el Museo Thyssen-Bornemisza y la Fundación Caja Madrid organizaron la exposición física "Durero y Cranach. Arte y Humanismo en la Alemania del Renacimiento", que recibió más de 200.000 visitas y en la web de La Fundación Caja Madrid aún podemos disfrutar en línea de la exposición virtual en la que se encuentran alojadas las 234 obras que integraron la exhibición física.
En el año 2012, las Galerías de arte comienzan a cerrar sus espacios físicos y mostrar las obras en Exposiciones virtuales mediante sus webs. La red se impone y, en la actualidad, los amos de la red colonizan el arte y la exposición virtual de obras de arte es más frecuente que la exposición real, con la ventaja de encontrarse disponible en todo momento para todo el mundo, contribuyendo así a la rápida expansión cultural y a la mayor y mejor difusión del mercado artístico.